# Salvador Cuesta
Salvador Cuesta Lorenzo (Salamanca, 24 de agosto de 1904-1959), filósofo, jesuita español y escritor. Coincidió en los estudios con Onésimo Redondo. Profesor, en 1942, del Colegio Máximo de Oña. En 1959, Cuesta se lamenta de que la industrialización posterior a la guerra no hubiera afectado a las regiones española por igual. 
De firmes convicciones suarecianas, fue profesor de filosofía y de derecho en la Universidad de Comillas, fue a la vez historiador de la filosofía antigua  y la moderna (escribió sobre Jaime Balmes, Ángel Amor Ruibal, Manuel García Morente, etc.). Sus dos estudios sobre los linajes en la historia en oposición a las generaciones, cuyas teorías sostienen José Ortega y Gasset y Julián Marías, han tenido gran trascendencia. En metafísica su Ontología es digna de interés; pero destaca sin embargo El despertar filosófico: indagaciones sobre el origen y la originalidad en la Filosofía (1954), estudia del origen de la filosofía a través de Grecia y el cristianismo. Salvador Cuesta Lorenzo redactó además multitud de importantes artículos, publicados en numerosas revistas; y sus posiciones fueron matizadas, aunque muy firmes.
Participó en las IV Jornadas Sociales Católicas, que se celebraron en Burgos.

## Obra
- De la teoría del Estado según San Agustín
- El equilibrio pasional en la doctrina estoica y en la de san Agustín (1945)
- El estoicismo como sistema ante la crítica filosófica (1946)
- Tabla de teorías epistemológicas (1947)
- Amor Ruibal y los sistemas escolásticos (1949)
- Balmes, maestro de su tiempo y del nuestro (1949)
- Inmanentismo irracionalista en la filosofía contemporánea (1951)
- Los arquetipos de las teorías de la participación (1953)
- El sentido patriótico del emplazamiento de las industrias (1960)
- La primera exposición nacional de industria (1960)

- Datos: Q6117667